# Campeonato Europeu Júnior de Atletismo de 1989
O Campeonato Europeu Júnior de Atletismo de 1989 foi a 10ª edição da competição de atletismo organizada pela Associação Europeia de Atletismo para atletas com menos de vinte anos, classificados como Júnior. O evento foi realizado no Estádio Sloboda em Varaždin na Iugoslávia, entre 24 e 27 de agosto de 1989. Teve como destaque novamente a Alemanha Oriental com 26 medalhas no total, sendo 12 de ouro 

## Resultados
Esses foram os resultados do campeonato. 

### Masculino
| Evento                       | Ouro                                                                                              | Ouro      | Prata                                                                              | Prata     | Bronze                                                                                      | Bronze    |
| ---------------------------- | ------------------------------------------------------------------------------------------------- | --------- | ---------------------------------------------------------------------------------- | --------- | ------------------------------------------------------------------------------------------- | --------- |
| 100 m                        | Aleksandr Shlychkov · União Soviética                                                             | 10.48     | Marek Zalewski · Polónia                                                           | 10.52     | Jason Livingston · Reino Unido                                                              | 10.57     |
| 200 m                        | Marek Zalewski · Polónia                                                                          | 21.06     | Aleksandr Shlychkov · União Soviética                                              | 21.37     | Leif Jonsson · Suécia                                                                       | 21.41     |
| 400 m                        | Wayne McDonald · Reino Unido                                                                      | 47.27     | Jan Lenzke · Alemanha Oriental                                                     | 47.30     | Dmitriy Golovastov · União Soviética                                                        | 47.31     |
| 800 m                        | Craig Winrow · Reino Unido                                                                        | 1:50.01   | Paul Burgess · Reino Unido                                                         | 1:50.18   | Vaclav Hrich · Tchecoslováquia                                                              | 1:50.22   |
| 1.500 m                      | Michael Kluwe · Alemanha Ocidental                                                                | 3:45.19   | Marco Barbone · Itália                                                             | 3:45.23   | Morgan Tollofsen · Suécia                                                                   | 3:45.34   |
| 5.000 m                      | Carsten Eich · Alemanha Oriental                                                                  | 14:00.76  | John Mayock · Reino Unido                                                          | 14:11.05  | Jon Dennis · Reino Unido                                                                    | 14:11.18  |
| 10.000 m                     | Christian Leuprecht · Itália                                                                      | 29:04.06  | Laurent Saudrais · França                                                          | 29:07.99  | Vincenzo Modica · Itália                                                                    | 29:33.28  |
| 110 m com barreiras          | Antti Haapakoski · Finlândia                                                                      | 14.03     | Sébastien Thibault · França                                                        | 14.14     | Dario Volturara · Itália                                                                    | 14.28     |
| 400 m com barreiras          | Enzo Franciosi · Itália                                                                           | 50.69     | Vyachelsav Orinchuk · União Soviética                                              | 50.96     | Radek Bartakovic · Tchecoslováquia                                                          | 51.16     |
| 3.000 m com obstáculo        | Angelo Giardiello · Itália                                                                        | 8:53.60   | Spencer Duval · Reino Unido                                                        | 8:54.68   | Kim Bauermeister · Alemanha Ocidental                                                       | 8:56.36   |
| 10 km marcha atlética        | Valentin Massana · Espanha                                                                        | 40:14.17  | German Nieto · Espanha                                                             | 40:37.47  | Rashid Shafikov · União Soviética                                                           | 40:38.47  |
| 20 km corrida de estrada     | Dirk Nurnberger · Alemanha Oriental                                                               | 1 h 01:55 | Dmitriy Solovyov · União Soviética                                                 | 1 h 02:11 | Giacomo Leone · Itália                                                                      | 1 h 02:23 |
| Revezamento 4 x 100 metros   | Polónia · Piotr Cywiński · Sławomir Kusiowski · Marek Zalewski · Robert Maćkowiak                 | 40.00     | Reino Unido · Steve Gookey · John Kenny · Wayne Griffith · Jason Livingston        | 40.11     | União Soviética · Eduard Krasnov · Aleksandr Shlychkov · Viktor Ziabkin · Anvar Kuchmuradov | 40.39     |
| Revezamento 4 x 400 metros   | União Soviética · Aleksandr Angelov · Stanislav Gabydullin · Pyotr Zhelezniy · Dmitriy Golovastov | 3:10.14   | Alemanha Oriental · Karsten Leuteritz · Gunnar Schmidt · Ralf Baxmann · Jan Lenzke | 3:10.27   | Bulgária · Dian Ivanov · Dian Petkov · Dimitar Kolev · Konstantin Babalievski               | 3:11.10   |
| Salto em altura              | Mats Kollbrink · Suécia                                                                           | 2.26 m    | Stevan Zorić · Iugoslávia                                                          | 2.22 m    | Wolfgang Kreissig · Alemanha Ocidental                                                      | 2.20 m    |
| Salto com vara               | Maksim Tarasov · União Soviética                                                                  | 5.60 m    | Igor Zaytsev · União Soviética                                                     | 5.45 m    | Olli-Pekka Mattila · Finlândia                                                              | 5.25 m    |
| Salto em distância           | Peter Oldin · Suécia                                                                              | 7.92 m    | Wayne Griffith · Reino Unido                                                       | 7.84 m    | Rudi Van Lancker · Bélgica                                                                  | 7.79 m    |
| Salto triplo                 | Denis Kapustin · União Soviética                                                                  | 16.63 m   | Sergey Bykov · União Soviética                                                     | 16.53 m   | Mario Quintero · Espanha                                                                    | 16.18 m   |
| Arremesso de peso (6 kg)     | Oleksandr Klymenko · União Soviética                                                              | 19.38 m   | Dirk Preuss · Alemanha Oriental                                                    | 18.20 m   | Matthew Simson · Reino Unido                                                                | 18.11 m   |
| Arremesso de disco (1,75 kg) | Andreas Seelig · Alemanha Oriental                                                                | 59.10 m   | Ion Oprea · Roménia                                                                | 54.72 m   | Gennadiy Pronko · União Soviética                                                           | 54.22 m   |
| Lançamento de martelo        | Sergey Kirmasov · União Soviética                                                                 | 72.68 m   | Savvas Saritzoglou · Grécia                                                        | 67.68 m   | Igor Fyodorov · União Soviética                                                             | 67.44 m   |
| Arremesso de dardo           | Vladimir Ovchinnikov · União Soviética                                                            | 76.96 m   | Jarkko Kinnunen · Finlândia                                                        | 74.44 m   | Andrey Shevchuk · União Soviética                                                           | 73.04 m   |
| Decatlo                      | Michael Kohnle · Alemanha Ocidental                                                               | 8 114 pts | Norbert Lampe · Alemanha Oriental                                                  | 7 586 pts | David Bigham · Reino Unido                                                                  | 7 446 pts |

### Feminino
| Evento                       | Ouro                                                                           | Ouro     | Prata                                                                                   | Prata    | Bronze                                                                                      | Bronze   |
| ---------------------------- | ------------------------------------------------------------------------------ | -------- | --------------------------------------------------------------------------------------- | -------- | ------------------------------------------------------------------------------------------- | -------- |
| 100 m                        | Odiah Sidibé · França                                                          | 11.41    | Zoya Taurin · União Soviética                                                           | 11.48    | Manuela Derr · Alemanha Oriental                                                            | 11.51    |
| 200 m                        | Manuela Derr · Alemanha Oriental                                               | 23.39    | Jana Schonenberger · Alemanha Oriental                                                  | 23.49    | Zoya Taurin · União Soviética                                                               | 23.66    |
| 400 m                        | Anke Wohlk · Alemanha Oriental                                                 | 52.74    | Elena Solcan · Roménia                                                                  | 52.90    | Julia Merino · Espanha                                                                      | 53.57    |
| 800 m                        | Birte Bruhns · Alemanha Oriental                                               | 2:01.86  | Denisa Zavelca · Roménia                                                                | 2:02.99  | Stella Jongmans · Países Baixos                                                             | 2:04.76  |
| 1.500 m                      | Snežana Pajkić · Iugoslávia                                                    | 4:13.34  | Anke Schaning · Alemanha Oriental                                                       | 4:14.29  | Olga Yegorova · União Soviética                                                             | 4:14.76  |
| 3.000 m                      | Olga Nazarkina · União Soviética                                               | 9:08.41  | Anke Schaning · Alemanha Oriental                                                       | 9:08.66  | Agata Balsamo · Itália                                                                      | 9:18.96  |
| 10.000 m                     | Olga Nazarkina · União Soviética                                               | 32:25.74 | Mónica Gama · Portugal                                                                  | 32:26.41 | Larissa Alekseyeva · União Soviética                                                        | 33:20.53 |
| 100 m com barreiras          | Ilka Ronisch · Alemanha Oriental                                               | 13.27    | Yuliya Filippova · União Soviética                                                      | 13.36    | Brigita Bukovec · Iugoslávia                                                                | 13.50    |
| 400 m com barreiras          | Silvia Rieger · Alemanha Ocidental                                             | 56.39    | Anna Chuprina · União Soviética                                                         | 56.70    | Heike Meissner · Alemanha Oriental                                                          | 56.77    |
| 5 km marcha atlética         | Kathrin Born · Alemanha Oriental                                               | 22:10.59 | Olga Sanchez · Espanha                                                                  | 22:20.75 | Fina Compte · Espanha                                                                       | 22:53.71 |
| Revezamento 4 x 100 metros   | França · Florence Ropars · Magalie Simioneck · Hélène Declerck · Odiah Sidibé  | 44.23    | Alemanha Ocidental · Melanie Paschke · Katrin Bartschat · Stefanie Hütz · Katja Seidel  | 44.71    | Alemanha Oriental · Ilka Rönisch · Manuela Derr · Jana Schönenberger · Andrea Philipp       | 44.99    |
| Revezamento 4 x 400 metros   | Alemanha Oriental · Manuela Derr · Anja Rücker · Heike Meissner · Birte Bruhns | 3:33.38  | União Soviética · Yana Manuylova · Anna Mironova · Natalya Sniga · Viktoria Miloserdova | 3:35.09  | Alemanha Ocidental · Anke Feller · Amona-Nicola Schneeweis · Tanja Schnabel · Silvia Rieger | 3:36.49  |
| Salto em altura              | Yelena Yelesina · União Soviética                                              | 1.95 m   | Svetlana Lavrova · União Soviética                                                      | 1.93 m   | Šárka Kašpárková · Tchecoslováquia                                                          | 1.91 m   |
| Salto em distância           | Mirela Belu · Roménia                                                          | 6.58 m   | Erica Johansson · Suécia                                                                | 6.50 m   | Lyudmila Galkina · União Soviética                                                          | 6.44 m   |
| Arremesso de peso (6 kg)     | Astrid Kumbernuss · Alemanha Oriental                                          | 19.53 m  | Gabriele Volkl · Alemanha Ocidental                                                     | 17.19 m  | Renata Brukova · Tchecoslováquia                                                            | 17.18 m  |
| Arremesso de disco (1,75 kg) | Astrid Kumbernuss · Alemanha Oriental                                          | 63.70 m  | Jana Lauren · Alemanha Oriental                                                         | 62.38 m  | Jacqueline Goormachtigh · Países Baixos                                                     | 57.02 m  |
| Lançamento de dardo          | Karen Forkel · Alemanha Oriental                                               | 70.12 m  | Britta Heydrich · Alemanha Oriental                                                     | 63.44 m  | Nathalie Teppe · França                                                                     | 55.88 m  |
| Heptatlo                     | Tatyana Blokhina · União Soviética                                             | 6032 pts | Beatrice Mau · Alemanha Oriental                                                        | 5974 pts | Marcela Podracka · Tchecoslováquia                                                          | 5960 pts |

## Quadro de medalhas
| Ordem | País               | Medalha de ouro | Medalha de prata | Medalha de bronze | Total |
| ----- | ------------------ | --------------- | ---------------- | ----------------- | ----- |
| 1     | Alemanha Oriental  | 12              | 10               | 4                 | 26    |
| 2     | União Soviética    | 11              | 10               | 9                 | 30    |
| 3     | Alemanha Ocidental | 3               | 2                | 3                 | 8     |
| 4     | Itália             | 3               | 1                | 4                 | 8     |
| 5     | Reino Unido        | 2               | 5                | 4                 | 11    |
| 6     | França             | 2               | 2                | 1                 | 5     |
| 7     | Suécia             | 2               | 1                | 2                 | 5     |
| 8     | Polónia            | 2               | 1                | 0                 | 3     |
| 9     | Roménia            | 1               | 3                | 0                 | 4     |
| 10    | Espanha            | 1               | 2                | 3                 | 6     |
| 11=   | Finlândia          | 1               | 1                | 1                 | 3     |
| 11=   | Iugoslávia         | 1               | 1                | 1                 | 3     |
| 13=   | Grécia             | 0               | 1                | 0                 | 1     |
| 13=   | Portugal           | 0               | 1                | 0                 | 1     |
| 15    | Tchecoslováquia    | 0               | 0                | 5                 | 5     |
| 16    | Países Baixos      | 0               | 0                | 2                 | 2     |
| 17=   | Bélgica            | 0               | 0                | 1                 | 1     |
| 17=   | Bulgária           | 0               | 0                | 1                 | 1     |